# مقتل شارون بشنفسكي
شارون بشنفسكي (بالانجليزبة: Sharon Beshenivsky ) (14 يناير 1967 – 18 نوفمبر 2005) كانت شرطية أمن في شرطة غرب يوركشاير (بالإنجليزية: West Yorkshire Police constable)، وقد سقطت قتيلة برصاص عصابة إجرامية خلال عملية سرقة في برادفورد (بالانجليزبة: Bradford) في 18 نوفمبر عام 2005.
هي سابع امرأة شرطية في برطانيا العظمى تعرضت للقتل أثناء الخدمة. «تيريزا ميلبورن» شرطية أخرى تعرضت لإطلاق النار في هذه الحادثة، وقد تعرضت لإصابات خطيرة لكنها نجت. ميلبورن كانت قد إلتحقت بقوات الشرطة في أقل من سنتين من تاريخ الحادثة.أما بشنفسكي قد إلتحقت بالشرطة تسع شهور قبل مقتلها.
كاميرات الدوائر التلفزيونية المغلقة (بالانجليزبة:Closed-circuit television cameras) قد رصدة سيارة مسرعة هاربة من مكان الحادث. وبإستخدام نظام التعرف التلقائي على لوحة الأرقام (بالانجليزبة:automatic number plat recognition) لتتبع أصحابها توصلوا إلى ستة مشتبه بهم وإعتقلوهم، وقد تم لاحقا الحكم على ثلاثة منهم بالقتل، والسطو وإطلاق النار؛ وعلى اثنان بجرايمة السطو وإطلاق النار؛ وواحد منهم بالسرقة. المشتبه السابع لا يزال طليقا.

## اقرأ أيضا
List of British police officers killed in the line of duty

## وصلات خارجية
- "Woman Pc shot on child's birthday". BBC News. 20 November 2005.